# Попперт, Гертруда
Гертруда Попперт (нем. Gertrude Poppert), урождённая Шёнборн (нем. Schönborn), подпольная кличка Люка (29 июня 1914, Дортмунд, Германия — 1943, Собибор, Польское генерал-губернаторство) — участница восстания в лагере смерти Собибор 14 октября 1943 года.

## Биография
Отец Гертруды, Антон Шёнборн, в декабре 1901 года перебрался в Дортмунд из Франкфурта-на-Майне. Сперва работал маляром, затем коммивояжёром. В 1909 году женился на Сельме Розенбаум. Антон был католиком, его жена — иудейкой. В следующем году у супругов родилась старшая дочь, Хильда, а ещё через четыре года — Гертруда. Обе девочки были записаны еврейками. В 1912 году Антон вместе с компаньоном организовали фирму по продаже бумажных и галантерейных товаров. В октябре 1932 года семья переехала в квартиру по адресу Hohe Str. 61 ½.
Не позднее 1938 года Гертруда эмигрирует в Голландию. Официально отметка о снятии с учёта в Дортмунде датирована 1 января 1939 года, однако, согласно отметке в её свидетельстве о рождении, уже 22 декабря 1938 года Гертруда выходит замуж за Вальтера Михеля Попперта в Амстердаме. Там же в Амстердаме, с 1933 года жил старший брат Вальтера, Эрих. Вальтер выехал к нему из Дортмунда в августе 1938 года. В сентябре того же года к ним присоединился отец братьев, Зигмунд Попперт со своей второй женой Ольгой и их общей дочерью Ильзой. Гертруда, по-видимому, познакомилась с будущим мужем ещё в Дортмунде. По мнению голландского историка Холокоста и «охотника за нацистами» Юлиуса Шелвиса, она выехала в Нидерланды вместе с Вальтером и матерью Гертруды, Сельмой, что однако не подтверждается архивными документами — во всяком случае, Сельма Шёнборн осталась с мужем и старшей дочерью в Дортмунде.
Гертруда и Вальтер Попперт были 30 апреля 1943 года депортированы в пересыльный лагерь Вестерборк, а оттуда 18 мая 1943 года в Собибор. За неделю до этого был отправлен в Собибор и брат Вальтера, Эрих. Сохранились две открытки Вальтера и Гертруды из Собибора, датированные июнем и августом 1943 года. Из последней следует, что Гертруда ухаживает в лагере за кроликами, а Вальтер работает бригадиром в «лесной команде» по заготовке древесины. На основании этой открытки Шелвис отождествляет Гертруду Попперт с Люкой из воспоминаний Александра Печерского.
На основании архивных данных (в частности, картотеки голландского Красного Креста), можно с достаточной определённостью утверждать, что супруги Попперт либо погибли непосредственно во время восстания, либо были уничтожены эсэсовцами непосредственно после него в ходе ликвидации лагеря. Согласно свидетельству Сельмы Энгель-Вейнберг, Вальтер Попперт был расстрелян вечером 14 октября 1943 года. В официальных документах в качестве даты его смерти фигурирует 30 октября.
Хильда Шёнборн в феврале 1940 года вышла замуж в Дортмунде за Эриха Саломона Френкеля. Оба были записаны как полукровки 1-й степени. Документы о браке позволяют также утверждать, что отец Хильды и Гертруды, Антон был к тому времени членом НСДАП, куда по-видимому вступил, чтобы защитить жену и дочь от преследований. Сельму это не спасло — 1 октября 1944 года она была депортирована из Дортмунда в пересыльный лагерь в Берлине по адресу Berlin-Nord, Iranische Str. 65 на территории бывшей еврейской больницы. Но Хильде удалось избежать депортации. До конца марта 1945 года она скрывалась в Эинхаузене, потом вернулась в Дортмунд. Её муж Эрих Френкель был арестован 16 апреля 1944 года и выслан в трудовой лагерь. Ровно через год он был освобождён из лагеря американцами. В 1951 году супруги выехали в США, но в 1958 году вернулись в Германию.
Антон Шёнборн скончался 17 декабря 1944 года в Дортмунде от болезни сердца. Обе сохранившихся открытки Вальтера и Гертруды Попперт из Собибора адресованы ему. Во время процесса над нацистскими преступниками в 1966 году в Хагене их передала суду неизвестная женщина.

## Люка
В воспоминаниях организатора восстания в Собиборе Александра Печерского неоднократно упоминается девушка Люка. Встречи заговорщиков, работавших в различных мастерских лагеря и зачастую живших при них, происходили по вечерам в женском бараке или возле него. Создавая видимость «романа» с Люкой, Печерский мог посещать женский барак, не вызывая лишних подозрений. Его устраивало и то, что Люка не понимала ни по-русски, ни по-польски, и не смогла бы никому передать содержимое его разговоров с другими подпольщиками.
По словам Печерского, Люка была родом из Гамбурга, дочь коммуниста, на вид 18 или 19 лет, с коротко стрижеными каштановыми волосами. Много курила. Попала в лагерь из Голландии, вместе с матерью и двумя братьями. Братья были сразу же уничтожены, а женщин отправили работать — мать в портняжную мастерскую, а дочь — в крольчатник. Именно последнее обстоятельство и позволило Схелвису идентифицировать Люку как Гертруду Попперт.
Печерский со слов Люки описывает её историю следующим образом. Вскоре после прихода Гитлера к власти отцу Люки, коммунисту, угрожал арест, но ему удалось скрыться. Мать Люки били, требуя выдать, где скрывается её муж, и Люке тоже угрожали, но, ничего не добившись, выпустили. Семья эмигрировала в Нидерланды. Там же оказался и отец Люки. После оккупации Голландии нацистами семья подверглась аресту, причём отцу Люки опять удалось скрыться, а его жена и дети были депортированы в Собибор.
Другой участник восстания, Томас Блатт, находившийся в Собиборе с апреля 1943 года, также называет Люку девушкой из Германии, прибывшей с голландским эшелоном, и отмечает, что она вместе с двумя другими девушками ухаживала за кроликами, но, в отличие от Печерского, сообщает, что в лагерь Люка попала с отцом.
Накануне восстания Люка дарит Александру рубашку и просит её надеть «на счастье». В интервью 1984 года Печерский поясняет, что это была рубашка отца Люки, и смысл просьбы девушки состоял в том, что, поскольку отец Люки неоднократно избегал ареста, его рубашка помогла бы Александру остаться в живых. Печёрский хранил рубашку, подаренную Люкой, до конца своей жизни.
В письме 1966 года голландскому журналисту, который пытался найти Люку, Печерский сообщал:
 «Люка догадывалась, что я что-то готовлю, за час до побега она это знала твёрдо. Я вызвал её к себе, показал пистолет убитого Ноймана и велел одеться в мужской костюм и во время построения быть всё время около меня.
Но, в момент прорыва, я побежал обратно в барак, поднять оставшихся там людей, и здесь я её потерял». 

## Образ в искусстве
В фильме 1987 года «Побег из Собибора», снятом по одноимённой книге Р. Рашке, роль Люки исполнила польско-американская актриса Йоанна Пакула.
В российском фильме «Собибор» (2018) в роли Люки — Фелисе Янкелль.

## Память
В апреле 2006 года на территории мемориала «Собибор» был установлен камень в память о Гертруде и Вальтере Попперт. В августе 2010 года художник Гунтер Демниг в рамках проекта «Камни преткновения» установил мемориальные камни в память Гертруды и Вальтера Попперт в Дортмунде перед домом, где жила семья Гертруды Шёнборн. В июне 2013 года в рамках проекта «Поезд памяти» на железнодорожном вокзале Дортмунда была проведена выставка, посвящённая депортациям евреев из Голландии. Среди экспонатов были материалы о Гертруде Попперт и восстании в Собиборе. В октябре того же года на территории бывшего лагеря прошли мероприятия, посвящённые 70-летию восстания. Немецкие участники несли плакаты с портретами Гертруды Попперт и других жертв Собибора родом из Германии в знак протеста против реплики представителя германского министерства иностранных дел Корнелии Пипер, которая в ответ на вопрос о причинах неучастия Германии в финансировании нового музея в Собиборе заявила, что граждан Германии среди погибших в Собиборе не было.